# Critèrium del Dauphiné 2010
El Critèrium del Dauphiné 2010 és la 62a edició de la cursa ciclista Critèrium del Dauphiné. La cursa es disputà entre el 6 i el 13 de juny de 2010, amb un recorregut de 1.076,8 km repartits entre set etapes i un pròleg inicial. El punt de partida és Évian-les-Bains i finalitza una setmana més tard a Sallanches. Aquesta és la quinzena prova del calendari mundial 2010.
El vencedor final fou l'eslovè Janez Brajkovič (Team RadioShack), seguit per l'espanyol Alberto Contador (Team Astana) i l'estatunidenc Tejay van Garderen (Team HTC-Columbia).

## Equips participants
En el Critèrium del Dauphiné, en tant, que prova ProTour, hi participen els 18 equips ProTour. A banda, l'ASO, organitzadora de la prova, ha convidat 4 equips professionals continentals: BBox Bouygues Telecom, Cofidis, Saur-Sojasun i Cervélo TestTeam.
| Núm     | Codi | Equip                 |
| ------- | ---- | --------------------- |
| 1-8     | GCE  | Caisse d'Epargne      |
| 11-18   | AST  | Astana Qazaqstan Team |
| 21-28   | RAB  | Rabobank ProTeam      |
| 31-38   | KAT  | Team Katusha          |
| 41-48   | OLO  | Omega Pharma-Lotto    |
| 51-58   | THR  | Team HTC-Columbia     |
| 61-68   | SAX  | Team Saxo Bank        |
| 71-78   | CTT  | Cervélo TestTeam      |
| 81-88   | LIQ  | Liquigas-Doimo        |
| 91-98   | GRM  | Garmin-Transitions    |
| 101-108 | ALM  | AG2R La Mondiale      |

| Núm     | Codi | Equip                 |
| ------- | ---- | --------------------- |
| 111-118 | FDJ  | FDJ                   |
| 121-128 | RSH  | Team RadioShack       |
| 131-138 | QST  | Quick Step            |
| 141-148 | SKY  | Team Sky              |
| 151-158 | COF  | Cofidis               |
| 161-168 | MRM  | Team Milram           |
| 171-178 | LAM  | Lampre-Farnese Vini   |
| 181-188 | EUS  | Euskaltel-Euskadi     |
| 191-198 | BTL  | BBox Bouygues Telecom |
| 201-208 | FOT  | Footon-Servetto       |
| 211-218 | SAU  | Saur-Sojasun          |

## Favorits
Davant l'absència del vencedor vigent, Alejandro Valverde, suspès per dopatge, i la de Cadel Evans, 2n en l'edició passada i que enguany decidí disputar el Giro d'Itàlia, Alberto Contador (Astana Qazaqstan Team) és el gran favorit per guanyar la prova.

## Recorregut
Després d'un pròleg i dues etapes inicials, en què el esprínters han de demostrar el seu potencial, comencen les coses sèries amb una contrarellotge individual de 49 km i tres etapes consecutives d'alta muntanya, amb dues etapes amb final en alt, una d'elles a Alpe d'Huez, i una etapa final amb un final complicat a Sallanches.

## Etapes
| Etapa    | Data       | Recorregut                              | Km  | Vencedor d'etapa           | Líder de la general    |
| -------- | ---------- | --------------------------------------- | --- | -------------------------- | ---------------------- |
| Pròleg   | 6 de juny  | Évian-les-Bains - Évian-les-Bains (CRI) | 6,5 | Alberto Contador (ESP)     | Alberto Contador (ESP) |
| 1a etapa | 7 de juny  | Évian-les-Bains - Saint-Laurent-du-Pont | 170 | Grega Bole (SLO)           | Alberto Contador (ESP) |
| 2a etapa | 8 de juny  | Annonay - Bourg-Saint-Andéol            | 180 | Juan José Haedo (ARG)      | Alberto Contador (ESP) |
| 3a etapa | 9 de juny  | Monteux - Sorgues (CRI)                 | 49  | Janez Brajkovič (SLO)      | Janez Brajkovič (SLO)  |
| 4a etapa | 10 de juny | Saint-Paul-Trois-Châteaux - Risoul      | 205 | Nicolas Vogondy (FRA)      | Janez Brajkovič (SLO)  |
| 5a etapa | 11 de juny | Serre Chevalier - Grenoble              | 147 | Daniel Navarro (ESP)       | Janez Brajkovič (SLO)  |
| 6a etapa | 12 de juny | Crolles - L'Alpe d'Huez                 | 156 | Alberto Contador (ESP)     | Janez Brajkovič (SLO)  |
| 7a etapa | 13 de juny | Allevard - Sallanches                   | 167 | Edvald Boasson Hagen (NOR) | Janez Brajkovič (SLO)  |

## Resultat de les etapes

### Pròleg
6 de juny de 2010. Évian-les-Bains - Évian-les-Bains, 6,2 km (CRI).
Contrarellotge individual de 6,5 km pels carrers d'Évian-les-Bains, amb una petita cota de 4a categoria (2,4 km al 4,3) al km 2,8. Els darrers km són en lleuger descens.
La victòria és per a un dels favorits, Alberto Contador (Astana Qazaqstan Team).
|   | Ciclista                 | Equip                 | Temps  |
| - | ------------------------ | --------------------- | ------ |
| 1 | Alberto Contador (ESP)   | Astana Qazaqstan Team | 8' 34" |
| 2 | Tejay van Garderen (USA) | Team HTC-Columbia     | + 2"   |
| 3 | Janez Brajkovič (SLO)    | Team RadioShack       | + 5"   |
| 4 | Geraint Thomas (GBR)     | Team Sky              | + 10"  |
| 5 | Dario Cataldo (ITA)      | Quick Step            | + 12"  |

|   | Ciclista                 | Equip                 | Temps  |
| - | ------------------------ | --------------------- | ------ |
| 1 | Alberto Contador (ESP)   | Astana Qazaqstan Team | 8' 34" |
| 2 | Tejay van Garderen (USA) | Team HTC-Columbia     | + 2"   |
| 3 | Janez Brajkovič (SLO)    | Team RadioShack       | + 5"   |
| 4 | Geraint Thomas (GBR)     | Team Sky              | + 10"  |
| 5 | Dario Cataldo (ITA)      | Quick Step            | + 12"  |

### 1a etapa
7 de juny de 2010. Évian-les-Bains - Saint-Laurent-du-Pont, 170 km.
El començament de l'etapa és lleugerament ondulat, amb tres petites dificultats durant la primera meitat de la cursa: dues cotes de 4a categoria, la Cota de Mornex (2,3 km al 5,3%) al km 45,5 i la Cota de Sallenôves (1,4 km al 5,3%) al km. 83, i la cota de 3a categoria, Cota de Chilly (1,7 km al 7,7%), al km 89,5. Al km 185 han de superar una nova cota de 3a, la Cota de Miribel-les-Echelles (3,0 km al 6,6%), a sols 6 km per a l'arribada.
|   | Ciclista                | Equip                 | Temps      |
| - | ----------------------- | --------------------- | ---------- |
| 1 | Grega Bole (SLO)        | Lampre-Farnese Vini   | 4h 47' 24" |
| 2 | Peter Velits (SVK)      | Team HTC-Columbia     | m. t.      |
| 3 | Geraint Thomas (GBR)    | Team Sky              | m. t.      |
| 4 | Steve Chainel (FRA)     | BBox Bouygues Telecom | m. t.      |
| 5 | Christophe Riblon (FRA) | AG2R La Mondiale      | m. t.      |

|   | Ciclista                 | Equip                 | Temps      |
| - | ------------------------ | --------------------- | ---------- |
| 1 | Alberto Contador (ESP)   | Astana Qazaqstan Team | 4h 55' 58" |
| 2 | Tejay van Garderen (USA) | Team HTC-Columbia     | + 2"       |
| 3 | Janez Brajkovič (SLO)    | Team RadioShack       | + 5"       |
| 4 | Geraint Thomas (GBR)     | Team Sky              | + 10"      |
| 5 | Dario Cataldo (ITA)      | Quick Step            | + 12"      |

### 2a etapa
8 de juny de 2010. Annonay - Bourg-Saint-Andéol, 180 km.
Començament d'etapa força pla, sols amb la Cota de Saint-Jeure-d'Ay (2,1 km al 5,8%), de 4a categoria al km 11. Al km 54 es troben amb una cota de 3a categoria, el Coll des Nonières (4,7 km al 4%), que dona pas a un llarg descens fins a l'avituallament. Tot seguit els dos primers ports de 2a categoria de la present edició, als km 102 i 124,5, el Coll du Moulin-à-Vent (10,5 km al 4%) i el Coll du Benas (10,6 km al 4,8%). Els darrers 40 km són totalment plans.
|   | Ciclista                 | Equip               | Temps      |
| - | ------------------------ | ------------------- | ---------- |
| 1 | Juan José Haedo (ARG)    | Team Saxo Bank      | 4h 24' 10" |
| 2 | Martin Reimer (GER)      | Cervélo TestTeam    | m. t.      |
| 3 | Grega Bole (SLO)         | Lampre-Farnese Vini | m. t.      |
| 4 | Sébastien Chavanel (FRA) | FDJ                 | m. t.      |
| 5 | Roger Kluge (GER)        | Milram              | m. t.      |

|   | Ciclista                 | Equip                 | Temps      |
| - | ------------------------ | --------------------- | ---------- |
| 1 | Alberto Contador (ESP)   | Astana Qazaqstan Team | 9h 20' 08" |
| 2 | Tejay van Garderen (USA) | Team HTC-Columbia     | + 2"       |
| 3 | Janez Brajkovič (SLO)    | Team RadioShack       | + 5"       |
| 4 | Geraint Thomas (GBR)     | Team Sky              | + 10"      |
| 5 | Dario Cataldo (ITA)      | Quick Step            | + 12"      |

### 3a etapa
9 de juny de 2010. Monteux - Sorgues, 49 km (CRI).
La primera etapa important de la present edició és una contrarellotge individual de 49 km entre Monteux i Sorgues. En el recorregut els ciclistes hauran de superar una dificultat de 3a categoria (1,9 km al 6,8%) al km 15,5. Els darrers 20 km són totalment plans.
Janez Brajkovič guanya l'etapa i es fa amb el mallot de líder, superant clàrament la resta de rivals.
|   | Ciclista                   | Equip              | Temps      |
| - | -------------------------- | ------------------ | ---------- |
| 1 | Janez Brajkovič (SLO)      | Team RadioShack    | 1h 01' 51" |
| 2 | David Millar (SCO)         | Garmin-Transitions | + 27"      |
| 3 | Edvald Boasson Hagen (NOR) | Team Sky           | + 44"      |
| 4 | Tejay van Garderen (USA)   | Team HTC-Columbia  | + 54"      |
| 5 | Denís Ménxov (RUS)         | Rabobank ProTeam   | + 55"      |

|   | Ciclista                 | Equip                 | Temps       |
| - | ------------------------ | --------------------- | ----------- |
| 1 | Janez Brajkovič (SLO)    | Team RadioShack       | 10h 22' 04" |
| 2 | David Millar (SCO)       | Garmin-Transitions    | + 36"       |
| 3 | Tejay van Garderen (USA) | Team HTC-Columbia     | + 50"       |
| 4 | Alberto Contador (ESP)   | Astana Qazaqstan Team | + 1' 41"    |
| 5 | Geraint Thomas (GBR)     | Team Sky              | + 2' 01"    |

### 4a etapa
10 de juny de 2010. Saint-Paul-Trois-Chateaux - Risoul, 205 km.
Primera etapa alpina de la present edició del Dauphiné amb final a Risoul (12,8 km al 7%), de 1a categoria. Tota l'etapa és ascendent, però l'única dificultat del dia és l'arribada a meta.
|   | Ciclista               | Equip                 | Temps      |
| - | ---------------------- | --------------------- | ---------- |
| 1 | Nicolas Vogondy (FRA)  | BBox Bouygues Telecom | 6h 03' 25" |
| 2 | Romain Sicard (FRA)    | Euskaltel–Euskadi     | + 12"      |
| 3 | Janez Brajkovič (SLO)  | Team RadioShack       | + 15"      |
| 4 | Alberto Contador (ESP) | Astana Qazaqstan Team | + 15"      |
| 5 | Rein Taaramae (EST)    | Cofidis               | + 18"      |

|   | Ciclista                 | Equip                 | Temps       |
| - | ------------------------ | --------------------- | ----------- |
| 1 | Janez Brajkovič (SLO)    | Team RadioShack       | 16h 25' 54" |
| 2 | Tejay van Garderen (USA) | Team HTC-Columbia     | + 1' 15"    |
| 3 | Alberto Contador (ESP)   | Astana Qazaqstan Team | + 1' 41"    |
| 4 | David Millar (SCO)       | Garmin-Transitions    | + 1' 56"    |
| 5 | Nicolas Vogondy (FRA)    | BBox Bouygues Telecom | + 2' 43"    |

### 5a etapa
11 de juny de 2010. Serre-Chevalier - Grenoble, 147 km.
Només sortir els ciclistes han d'afrontar les rampes del coll del Lautaret (15,5 km al 4%), de 2a categoria. Tot seguit s'inicia un llarguíssim descens fins al km 86 d'etapa, quan comencen les primeres rampes del coll de Chamrousse (17,5 km al 7,5%), de categoria especial. El seu cim es troba a 31 km de meta, tots en descens, fins a Grenoble.
|   | Ciclista               | Equip                 | Temps      |
| - | ---------------------- | --------------------- | ---------- |
| 1 | Daniel Navarro (ESP)   | Astana Qazaqstan Team | 3h 26' 16" |
| 2 | Eros Capecchi (ITA)    | Footon-Servetto       | + 34"      |
| 3 | Thibaut Pinot (FRA)    | La Française des Jeux | + 34"      |
| 4 | Dimitri Champion (FRA) | AG2R La Mondiale      | + 1' 39"   |
| 5 | Egoi Martinez (ESP)    | Euskaltel–Euskadi     | + 1' 39"   |

|   | Ciclista                 | Equip                 | Temps       |
| - | ------------------------ | --------------------- | ----------- |
| 1 | Janez Brajkovič (SLO)    | Team RadioShack       | 19h 55' 04" |
| 2 | Tejay van Garderen (USA) | Team HTC-Columbia     | + 1' 15"    |
| 3 | Alberto Contador (ESP)   | Astana Qazaqstan Team | + 1' 41"    |
| 4 | David Millar (SCO)       | Garmin-Transitions    | + 1' 56"    |
| 5 | Nicolas Vogondy (FRA)    | BBox Bouygues Telecom | + 2' 43"    |

### 6a etapa
12 de juny de 2010. Crolles - L'Alpe d'Huez, 156 km.
Etapa reina de la present edició del Dauphiné, amb 4 port de muntanya, dos d'ells de categoria especial. Al km 20,5 es troben el primer port, de 3a categoria, la cota des Fontaines (2,5 km al 6,2%), per a tot seguit afrontar el coll du Grand Cacheron (18,5 km al 4,4%), de 2a categoria, i amb el cim al km 49,5. Després del descens, l'avituallament i una vintena de quilòmetres plans afronten el llarguíssim coll de Glandon (19,5 km al 7,2%), de categoria especial, amb el cim al km 99. Un llarg descens portarà els ciclistes al peu de la pujada a l'Alpe d'Huez (13,8 km al 7,9%), també de categoria especial i meta final.
|   | Ciclista                    | Equip                 | Temps      |
| - | --------------------------- | --------------------- | ---------- |
| 1 | Alberto Contador (ESP)      | Astana Qazaqstan Team | 4h 31' 01" |
| 2 | Janez Brajkovič (SLO)       | Team RadioShack       | m. t.      |
| 3 | Sylvester Szmyd (POL)       | Liquigas-Doimo        | + 17"      |
| 4 | Jérôme Coppel (FRA)         | Saur-Sojasun          | + 24"      |
| 5 | Jurgen van den Broeck (BEL) | Omega Pharma-Lotto    | + 40"      |

|   | Ciclista                    | Equip                 | Temps       |
| - | --------------------------- | --------------------- | ----------- |
| 1 | Janez Brajkovič (SLO)       | Team RadioShack       | 24h 26' 05" |
| 2 | Alberto Contador (ESP)      | Astana Qazaqstan Team | + 1' 41"    |
| 3 | Tejay van Garderen (USA)    | Team HTC-Columbia     | + 2' 41"    |
| 4 | Jurgen van den Broeck (BEL) | Omega Pharma-Lotto    | + 3' 46"    |
| 5 | Nicolas Vogondy (FRA)       | BBox Bouygues Telecom | + 4' 01"    |

### 7a etapa
13 de juny de 2010. Allevard - Sallanches, 167 km.
|   | Ciclista                   | Equip                | Temps      |
| - | -------------------------- | -------------------- | ---------- |
| 1 | Edvald Boasson Hagen (NOR) | Team Sky             | 3h 39' 43" |
| 2 | Arkaitz Durán (ESP)        | Footon-Servetto-Fuji | + 27"      |
| 3 | Iegor Silin (RUS)          | Team Katusha         | + 32"      |
| 4 | Christophe Le Mével (FRA)  | Française des Jeux   | + 34"      |
| 5 | Tejay van Garderen (USA)   | Team HTC-Columbia    | + 40"      |

|   | Ciclista                    | Equip                 | Temps       |
| - | --------------------------- | --------------------- | ----------- |
| 1 | Janez Brajkovič (SLO)       | Team RadioShack       | 28h 06' 28" |
| 2 | Alberto Contador (ESP)      | Astana Qazaqstan Team | + 1' 41"    |
| 3 | Tejay van Garderen (USA)    | Team HTC-Columbia     | + 2' 41"    |
| 4 | Jurgen van den Broeck (BEL) | Omega Pharma-Lotto    | + 3' 46"    |
| 5 | Jérôme Coppel (FRA)         | BBox Bouygues Telecom | + 4' 17"    |

## Classificacions finals

### Classificació general
|    | Ciclista                    | Equip                 | Temps       |
| -- | --------------------------- | --------------------- | ----------- |
| 1  | Janez Brajkovič (SLO)       | Team RadioShack       | 28h 06' 28" |
| 2  | Alberto Contador (ESP)      | Astana Qazaqstan Team | + 1' 41"    |
| 3  | Tejay van Garderen (USA)    | Team HTC-Columbia     | + 2' 41"    |
| 4  | Jurgen van den Broeck (BEL) | Omega Pharma-Lotto    | + 3' 46"    |
| 5  | Jérôme Coppel (FRA)         | Saur-Sojasun          | + 4' 17"    |
| 6  | Nicolas Vogondy (FRA)       | BBox Bouygues Telecom | + 4' 23"    |
| 7  | Christophe Riblon (FRA)     | Ag2r-La Mondiale      | + 4' 23"    |
| 8  | Pierre Rolland (FRA)        | BBox Bouygues Telecom | + 6' 16"    |
| 9  | Chris Horner (USA)          | Team RadioShack       | + 6' 20"    |
| 10 | Sylwester Szmyd (POL)       | Liquigas-Doimo        | + 6' 57"    |

|   | Ciclista               | Equip                 | Punts |
| - | ---------------------- | --------------------- | ----- |
| 1 | Egoi Martínez (ESP)    | Euskaltel-Euskadi     | 55    |
| 2 | Janez Brajkovič (SLO)  | Team RadioShack       | 33    |
| 3 | Alberto Contador (ESP) | Astana Qazaqstan Team | 32    |
| 4 | Cyril Gautier (FRA)    | Omega Pharma-Lotto    | 29    |
| 5 | Thibaut Pinot (FRA)    | Française des Jeux    | 26    |

|   | Ciclista                 | Equip                 | Punts |
| - | ------------------------ | --------------------- | ----- |
| 1 | Alberto Contador (ESP)   | Astana Qazaqstan Team | 98    |
| 2 | Janez Brajkovič (SLO)    | Team RadioShack       | 98    |
| 3 | Tejay van Garderen (USA) | Team HTC-Columbia     | 72    |
| 4 | Grega Bole (SLO)         | Lampre-Farnese Vini   | 71    |
| 5 | Geraint Thomas (GBR)     | Team Sky              | 70    |

### Classificació per equips
| # | Equip                       | Temps       |
| - | --------------------------- | ----------- |
| 1 | Euskaltel–Euskadi (ESP)     | 84h 39' 25" |
| 2 | Astana Qazaqstan Team (KAZ) | + 4' 03"    |
| 3 | Ag2r-La Mondiale (FRA)      | + 4' 45"    |
| 4 | FDJ (FRA)                   | + 6' 46"    |
| 5 | Team Katusha (RUS)          | + 13' 12"   |

## Evolució de les classificacions
| Etapa (Vencedor)             | Classificació general | Classificació per punts | Classificació de la muntanya | Classificació per equips |
| ---------------------------- | --------------------- | ----------------------- | ---------------------------- | ------------------------ |
| Pròleg Alberto Contador      | Alberto Contador      | Alberto Contador        | Alberto Contador             | Team HTC-Columbia        |
| Etapa 1 (Grega Bole)         | Alberto Contador      | Geraint Thomas          | Matthieu Ladagnous           | Quick Step               |
| Etapa 2 Juan José Haedo      | Alberto Contador      | Grega Bole              | Bram Tankink                 | Quick Step               |
| Etapa 3 Janez Brajkovič      | Janez Brajkovič       | Geraint Thomas          | Bram Tankink                 | Team HTC-Columbia        |
| Etapa 4 Nicolas Vogondy      | Janez Brajkovič       | Janez Brajkovič         | Bram Tankink                 | Team Katusha             |
| Etapa 5 Daniel Navarro       | Janez Brajkovič       | Geraint Thomas          | Eros Capecchi                | Astana Qazaqstan Team    |
| Etapa 6 Alberto Contador     | Janez Brajkovič       | Janez Brajkovič         | Egoi Martinez                | Euskaltel–Euskadi        |
| Etapa 7 Edvald Boasson Hagen | Janez Brajkovič       | Alberto Contador        | Egoi Martinez                | Euskaltel–Euskadi        |
| Final                        | Janez Brajkovič       | Alberto Contador        | Egoi Martinez                | Euskaltel–Euskadi        |